# زمانی تایگر وجود داشت
زمانی تایگر وجود داشت (انگلیسی: Ek Tha Tiger) فیلمی هندی در ژانر اکشن و جاسوسی است که در سال ۲۰۱۲ منتشر شد. از بازیگران آن می‌توان به سلمان خان و کاترینا کایف اشاره کرد.
قسمت دوم این فیلم با نام تایگر زنده است در سال ۲۰۱۷ اکران شد.

## خلاصه داستان
یک افسر اطلاعاتی هند به نام تایگر(سلمان خان) در یک عملیات عاشق دختری به نام زویا(کاترینا کایف) که یک افسر اطلاعاتی پاکستان است، می‌شود. پس از مدتی تایگر متوجه می‌شود که زویا هم یک مأمور اطلاعاتی است و برای پاکستان کار می‌کند.
به خاطر شغلشان آن‌ها نمی‌توانند با هم زندگی کنند پس از مدتی در یک اجلاس امنیتی در استانبول با هم مواجه می‌شوند و تصمیم می‌گیرند باهم از دست مأموران هر دو کشور فرار کنند و…